# Cirratulus cirratus
Cirratulus cirratus är en ringmaskart som först beskrevs av Otto Friedrich Müller 1776.  Cirratulus cirratus ingår i släktet Cirratulus och familjen Cirratulidae. Arten är reproducerande i Sverige.

## Underarter
Arten delas in i följande underarter:
- C. c. cingulatus
- C. c. spectabilis

## Bildgalleri

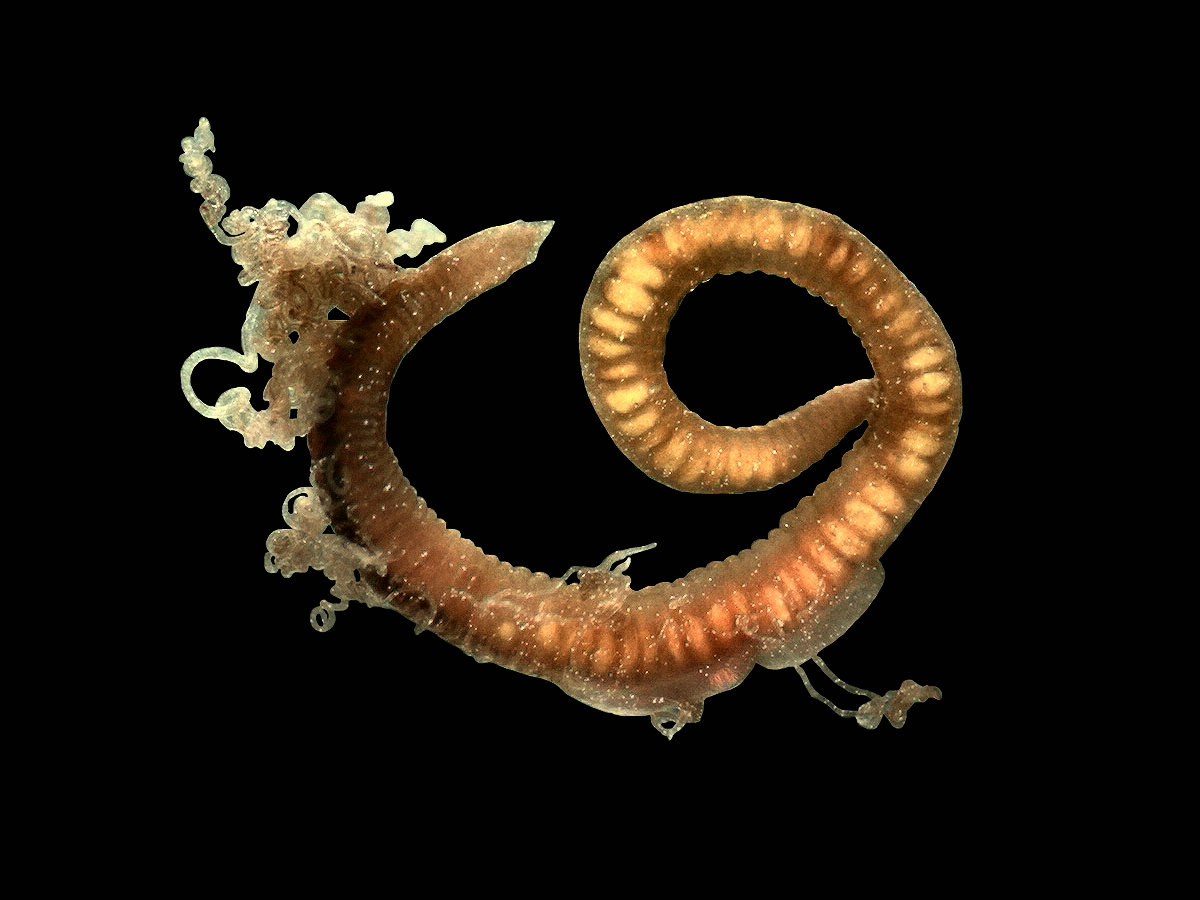